# USS Norton Sound
L'USS Norton Sound  est un transport d'hydravions de classe Currituck de la Marine de guerre américaine lancé en 1943, qui après une brève participation à la Seconde Guerre mondiale dans l'océan Pacifique a été reconverti en plateforme de lancement de fusées-sondes (Aerobee, Viking) puis en plateforme de test de missiles (RIM-2 Terrier, AIM-7 Sparrow). Il a été retiré du service fin 1986 et, après un passage dans la flotte de réserve, a été démantelé.

## Caractéristiques techniques
Le navire est long de 165 mètres avec un bau de 21 mètres et un tirant d'eau de 6,8 mètres. Son tonnage est de 14 000 tonnes à pleine charge. Il est propulsé par deux turbines à vapeur Allis Chalmers d'une puissance totale de 12 000 chevaux alimentées par 4 chaudières Babcock and Wilcox Express. Dans sa configuration initiale il dispose d'un long pont arrière plat qui permet de stocker les hydravions ainsi que de garages aménagés. Son armement consiste alors en 4 canons de 127 mm à usage antiaérien et anti-navires, 4 canons anti-aériens de 40 mm à double affut, 3 canons anti-aériens de 40 mm à quadruple affut et 20 canons anti-aériens de 20 mm. Son équipage, initialement de  1247 hommes dont 162 officiers, sera réduit après sa reconversion en bâtiment d'essais pour les missiles.

## Carrière opérationnelle

### Porte-hydravions

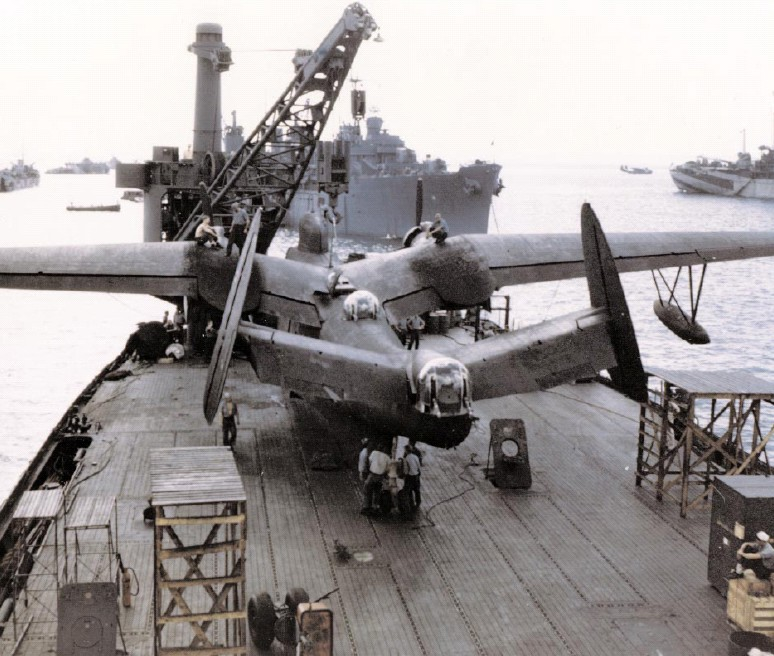
Hydravion PBM-5 sur le pont du navire à Guam en avril 1945.

Le navire est construit au chantier naval Los Angeles Shipbuilding and Drydock Co à San Pedro en Californie. Il est mis à l'eau le 28 novembre 1943 et entre en service le 8 janvier 1945. Il est immédiatement affecté au conflit en cours contre le Japon. Il participe à la bataille d'Okinawa entre le 1er mai et le 30 juin 1945. À la fin de la guerre il est assigné à la flotte d'occupation en Chine entre septembre 1945 et janvier 1946.

### Lanceur de fusées scientifiques
Entre février et octobre 1948 le Norton Sound est reconverti en bâtiment lance-missile expérimental au chantier naval Philadelphia Naval Shipyard de Philadelphie. Il reçoit des équipements spéciaux permettant de manipuler, stocker, lancer et contrôler des missiles. Après l'installation d'une tour  de lancement sur le pont en février 1949 le navire tire deux fusées-sondes Aerobee dans les eaux équatoriales qui fournissent des informations scientifiques sur la ceinture de radiations de la Terre. En juillet 1949 le navire largue près de l'équateur à environ 2 500 kilomètres au sud d'Hawaï 17 ballons stratosphériques Skyhook qui emportent des instruments scientifiques destinés à étudier la haute atmosphère. Après de nouvelles modifications effectuées début 1950 au chantier naval San Francisco Naval Shipyard le navire lance le 11 mai de cette année une fusée-sonde Viking de 5 tonnes qui culmine à environ 190 km d'altitude avec plus de 200 kg d'instrumentation scientifique.

### Mise au point de missiles embarqués

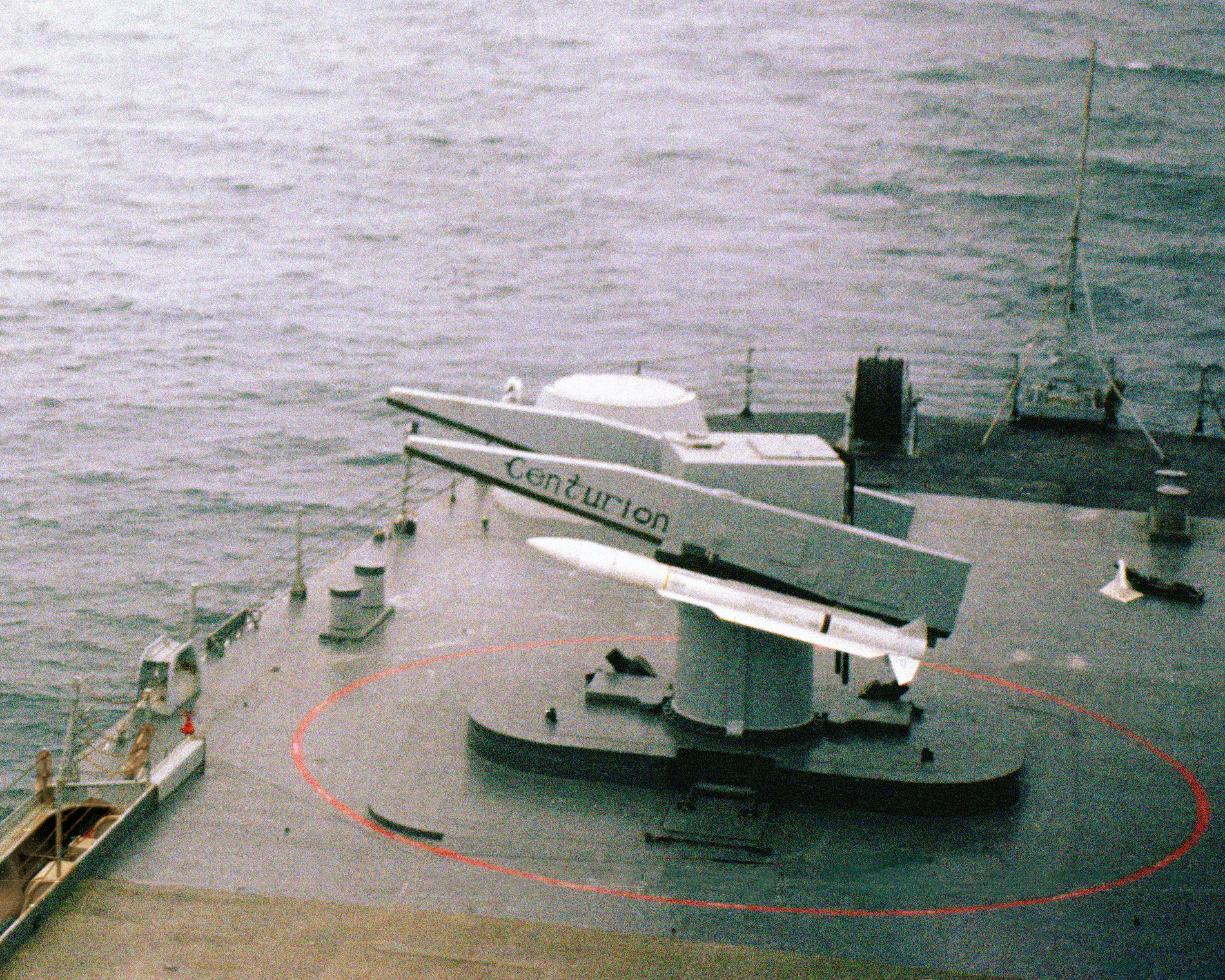
Lance-missile Standard installé en 1981 sur le pont du navire.

Fin 1950 le Norton Sound  est de nouveaux modifié au  chantier naval San Francisco Naval Shipyard  pour permettre la manipulation, le lancement et le suivi du missile Terrier. Le navire est utilisé entre cette date et 1958 pour tester d'abord ce missile puis le missile Tartar. En 1958 le navire participe à l'Opération Argus et dans ce cadre lance une fusée-sonde X-17 équipe d'une petite ogive nucléaire qui explose à une altitude de 500 km. Les résultats étudiés par le satellite Explorer 4 et par d'autres instruments permettent d'effectuer des mesures des ceintures de Van Allen. Il poursuit ses essais sur les missiles Terrier et Tartar jusqu'en 1962. Le Norton Sound est de nouveau modifié pour lui permettre de tester à compter de 1964 le système de missile RIM-50 Typhon. Ces tests se déroulent jusqu'en 1966 mais ce système trop ambitieux pour l'état de l'art dans le domaine de l'électronique de l'époque ne sera pas mis en production. Des tests du Sea Sparrow sont également effectués durant cette période. Le navire est de nouveau converti en 1969 pour tester une nouveau canon de 127 mm avec son contrôle de tir.
Le navire est définitivement retiré du service fin 1986 et placé dans la flotte de réserve. Il est vendu peu après en 1988 et convoyé jusqu'à Taïwan pour y être démantelé.

## Galerie

Norton Sound bâtiment d'essais
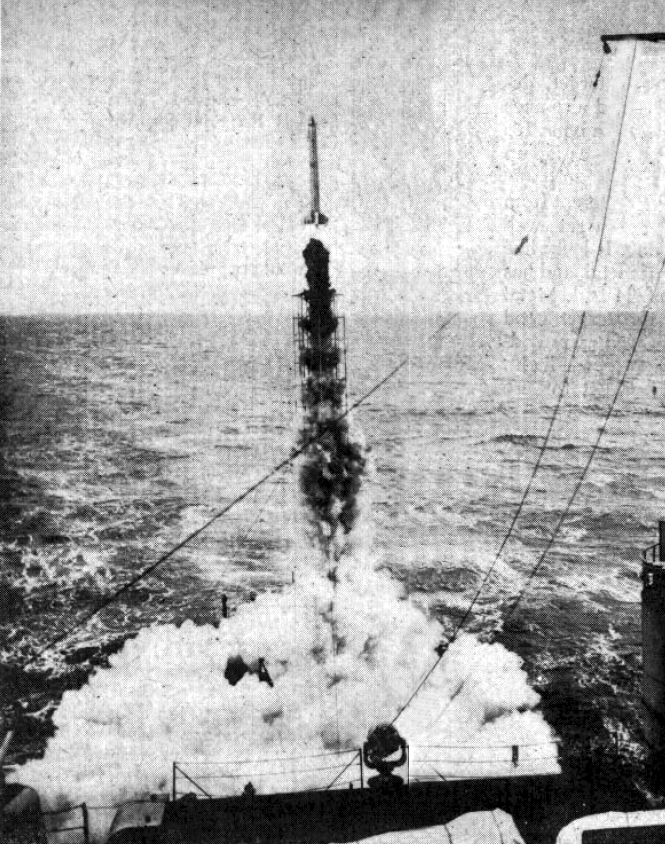
Lancement d'une fusée-sonde Aerobee
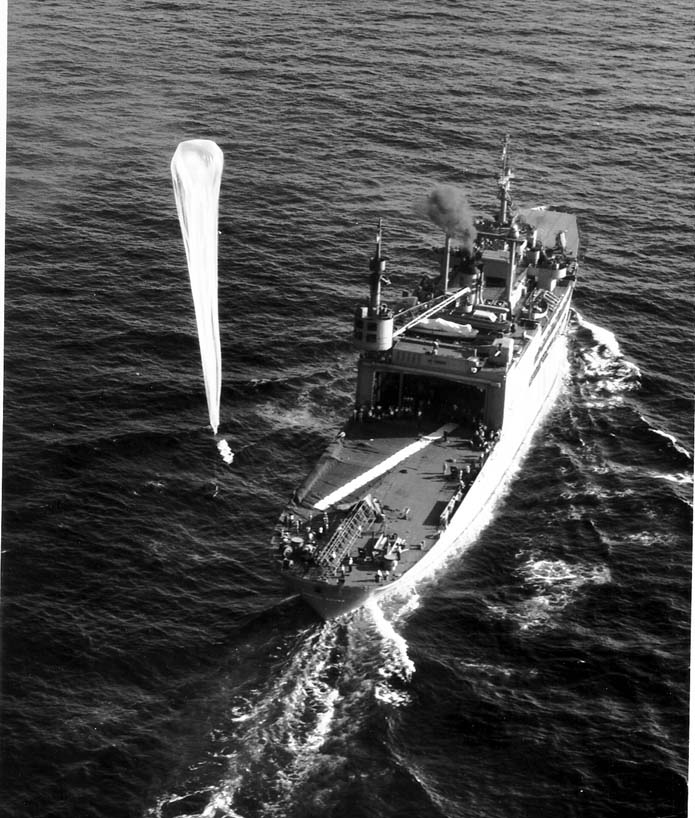
Largage de ballons stratosphériques Skyhook en  1949.
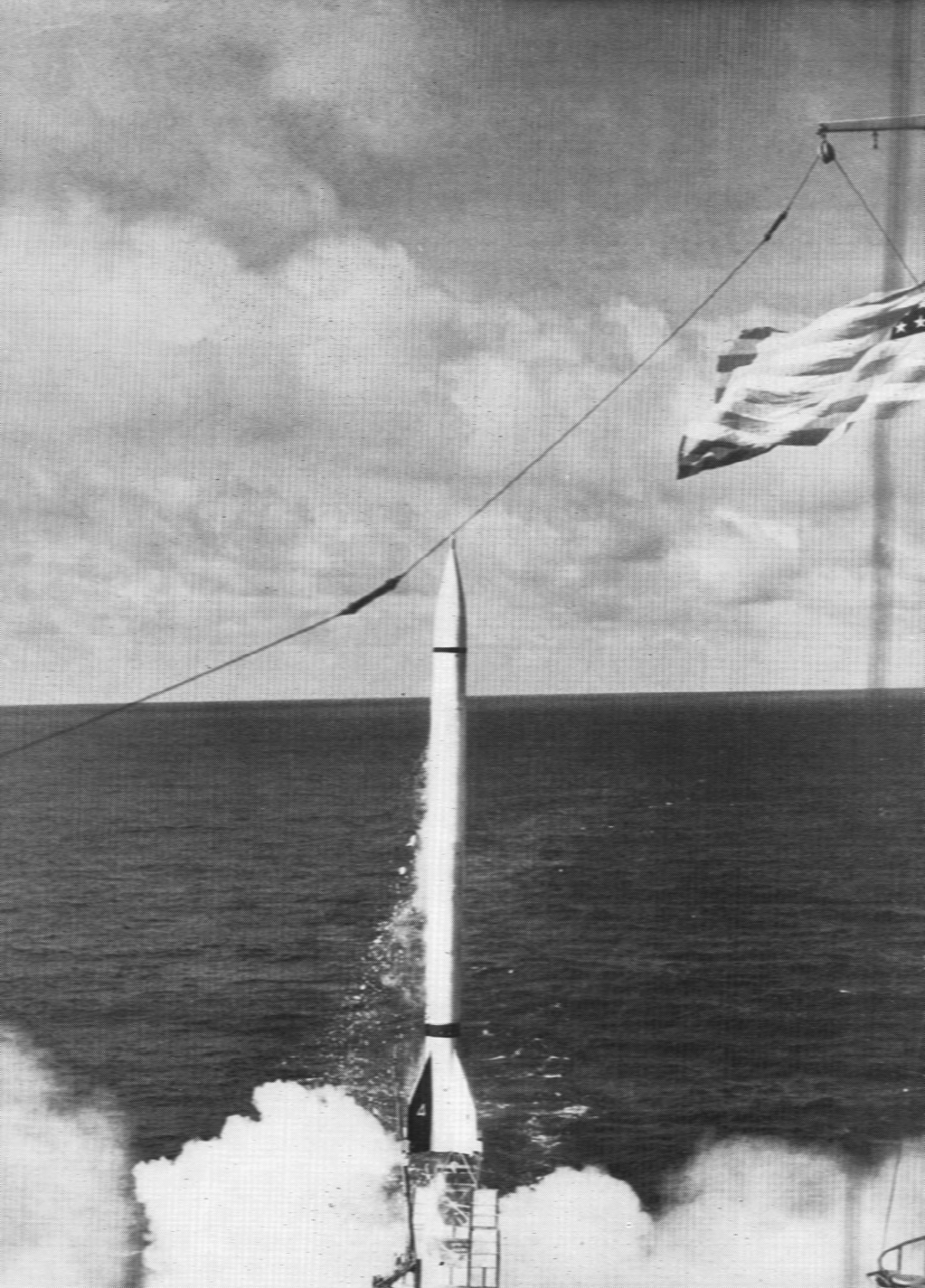
Lancement d'une fusée-sonde Viking depuis le pont du navire
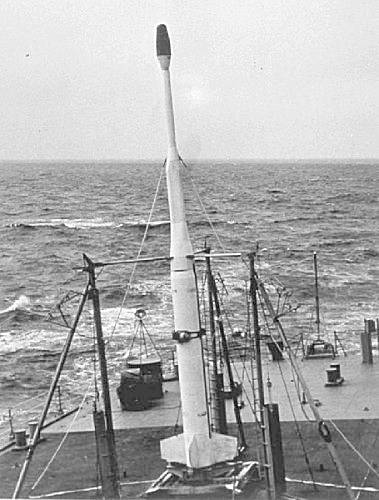
Fusée-sonde Lockheed X-17 avec tête nucléaire peu avant son lancement